# Xã Sulphur, Quận Miller, Arkansas
Xã Sulphur (tiếng Anh: Sulphur Township) là một xã thuộc quận Miller, tiểu bang Arkansas, Hoa Kỳ. Năm 2010, dân số của xã này là 1.496 người.